# Unidades de potência
A potência, nas suas diferentes manifestações, pode ser expressada com muitas unidades, sendo o watt o aceitado pelo Sistema Internacional de Unidades.

## Unidades
- Sistema Internacional:
  - Watt (W)
  - Quilowatt (kW)

- Sistema técnico de unidades:
  - Cavalo-vapor ou cavalo de força métrico (CV)
  - Caloria internacional por segundo (cal IT/s)

- Sistema CGS de unidades:
  - Erg por segundo (erg/s)

- Outros:
  - Cavalo de força boiler
  - Caloria termoquímica por segundo (cal TQ/s)
  - Voltampere, utilizado para a potência elétrica na eletricidade.
  - Megawatt térmico (MWt)